# Atbasarcultuur
De Atbasarcultuur (Kazachs: Атбасар мәдениеті, Russisch: Атбасарская культура) is een archeologische cultuur van het neolithicum in Noord-Kazachstan (7e - 3e millennium v.Chr.).
De cultuur is vernoemd naar de site Atbasar in de regio Aqmola), waar de sites die tot deze cultuur behoren geconcentreerd zijn. Ze vormde zich op basis van de Kelteminarcultuur en de Oiyqcultuur, die bloeiden in de regio van de Aralzee aan het einde van het 7e en het begin van het 6e millennium voor Christus. 
Ongeveer 20 sites die tot de Atabasar-cultuur behoren zijn bestudeerd en opgegraven. De meeste nederzettingen bevinden zich aan de oevers van oude rivierbedden van de Isjim en Şağalaly in Noord-Kazachstan. 
Onder de stenen gereedschappen bevonden zich pijlpunten, grote schrabbers, klingen, en zeer grote bijlen. De capaciteit van de halfovale aardewerken vaten was 1 tot 5 l. De buitenkant van de vaten was gedecoreerd met patronen. 
De werktuigset geeft aan dat er zich in Noord-Kazachstan een productie-economie begon te vormen. 